# Робърт Уилям Томсън
Робърт Уилям Томсън (на английски: Robert William Thomson) е шотландски изобретател, създал първообраза на пневматичната автомобилна гума.

## Биография
Роден е в Стоунхейвън, Кинкардиншър. Робърт е единадесетото дете от дванадесет, в семейството на собственик на дарак за вълна. Неговите родители искат да го изпратят да учи за свещеник, но младият Робърт отказва, като единствената причина е, че не може да се справи с латинския език.
Напуска училище, когато е на 14 години и заминава със своя чичо за Чарлстън, Южна Каролина, САЩ, където започва работа като чирак на местен търговец. Две години по-късно се завръща у дома, където решава да учи химия, астрономия и с желание да получи познания за електричеството.
Бащата на Робърт решава да му даде малка работилница, в която на 17-годишна възраст построява на майка си преса за изцеждане на пране, работеща с ролки, през които прекарва ленени платове. По-късно построява машина за рязане на парцали (за получаване на материал за тъкане). След това създава и ротационен парен двигател. Усъвършенства своите технически умения, чиракувайки в Абърдийн и Дънди, преди да започне работа във фирма за машиностроене в Глазгоу.
По-късно започва работа в компания от Единбург, която разработва новаторски метод за детониране на експлозиви с помощта на електричество за намаляване на огромния брой жертви от взривове в минната промишленост по цял свят.
Робърт продължава да търси предизвикателства, започвайки работа в железниците, където ръководи взривните работи по новостроящ се железопътен участък, който да свърже град Дувър с мрежата на „Югоизточната британска железница“. Новият участък има множество изкачвания.
На 23 години получава патент за своята пневматична гума. Патентът му е признат официално във Франция (1846) и САЩ (1847). Неговата гума представлява кух колан от каучук, надут със сгъстен въздух, който обвива колелото на автомобила и според нейния създател: „дава еластична опорна повърхност около колелата с цел да се облекчи движението и да се намали шумът“.
Първоначално пневматичната гума е обвита в здрава кожа и е затегната за колелата с болтове.
Томсън основава компанията Aerial Wheels, която за популязиране на своето изобретение в Лондонския „Риджънт парк“ през март 1847 г. оборудва с новия продукт конски впряг и карета, демонстрирайки на публиката комфорта от возенето и намаления шум. Този комплект издържа повече от 1200 мили без каквато и да е умора на новия продукт.
В следващите години Томсън среща много трудности и разочарования в производството на гуми, най-вече заради липсата на тънка гума, като се ориентира предимно в производството на солидни и тежки гуми. Когато е на 43 години, се появява новата гума за велосипеди, произведени от Джон Бойд Дънлоп. Дънлоп получава молба за патент през 1888 г., но 2 години по-късно патентното ведомство официално решава, че патентът на Робърт Томсън е по-ранен и създадената от Дънлоп гума е еволюция.
На Световното изложение през 1851 година в Лондон Томсън демонстрира други свои изобретения - писалка с резервоар за мастило и инвалидна количка с колела от плътна гума. Малко по-късно приема предложение за работа от остров Ява, където получава възможност да проектира и построи машина за производство на захар от захарна тръстика, като така увеличи производителността. По това време създава и първия парен кран, но решава да не си прави труда да патентова машината.
Разностранният гений на Робърт Томсън угасва, когато е само на 50 години, в дома му в Единбург, Шотландия. След смъртта му на негово име са издадени още няколко патента за еластични ръмъци, седалки от гума и въздушни възглавници за превозни средства, документи за които подава неговата съпруга Клара.
През 1922 г. „Кралският британски автомобилен клуб“ дарява родния град на изобретателя с бронзова плоча, в чест на 100-годишнината от рождението на Томсън. Тя е поставена в южната част на „Маркет скуеър“, където е родното му място.